# Akira Andō (Fußballspieler)
Akira Andō (japanisch 安東 輝 Andō Akira; * 28. Juni 1995 in Usuki) ist ein japanischer Fußballspieler.

## Karriere
Andō erlernte das Fußballspielen in JFA Academy Fukushima. Seinen ersten Vertrag unterschrieb er 2014 bei Shonan Bellmare. 2014 wurde er an den Drittligisten Fukushima United FC ausgeliehen. Für den Verein absolvierte er 58 Ligaspiele. 2016 wurde er an den Zweitligisten Zweigen Kanazawa ausgeliehen. Für den Verein absolvierte er 19 Ligaspiele. 2017 kehrte er zum Zweitligisten Shonan Bellmare zurück. Für den Verein absolvierte er zwei Ligaspiele. 2018 wechselte er zum Ligakonkurrenten Matsumoto Yamaga FC. 2018 wurde er mit dem Verein Meister der zweiten Liga und stieg in die erste Liga auf. 2020 wurde er an den Zweitligisten Mito HollyHock ausgeliehen. Für den Verein aus Mito absolvierte er 27 Zweitligaspiele. Nach der Ausleihe kehrte er zu Matsumoto zurück. Nach Ende der Saison 2021 belegte er mit dem Verein aus Matsumoto den letzten Tabellenplatz und musste in die dritte Liga absteigen.